# Markus Knauff
Markus Knauff (* 1964) ist ein deutscher Psychologe und Kognitionswissenschaftler. Seit 2006 ist er Professor für Allgemeine Psychologie und Kognitionsforschung an der Justus-Liebig-Universität Gießen.

## Leben
Markus Knauff erhielt sein Diplom in Psychologie von der Ruhr-Universität Bochum im Jahr 1991. 1996 promovierte er bei Gerhard Strube in der Abteilung für Kognitionswissenschaft der Albert-Ludwigs-Universität Freiburg. Von 1999 bis 2000 war er mit einem Postdoktorandenstipendium der Deutschen Forschungsgemeinschaft (DFG) am Psychology Department der Princeton University (USA), wo er mit dem bekannten Denkpsychologen Philip Johnson-Laird zusammenarbeitete. Nach seiner Rückkehr habilitierte er sich 2002 an der Universität Freiburg in den Fächern Psychologie und Kognitionswissenschaft. Es folgte eine Vertretungsprofessur an der Universität Oldenburg. Im Jahr 2003 wurde ihm von der Deutschen Forschungsgemeinschaft (DFG) ein Heisenberg-Stipendium verliehen. Von 2003 bis 2006 war er damit Arbeitsgruppenleiter am Max-Planck-Institut für biologische Kybernetik in Tübingen. Seit 2006 ist er Professor an der Justus-Liebig-Universität Gießen, an der er den Lehrstuhl für Allgemeine Psychologie und Kognitionsforschung innehat. Von 2010 bis 2013 war er Dekan des Fachbereichs Psychologie und Sportwissenschaft der Universität Gießen.
Knauff war Gastprofessor an der Universidad de La Laguna in Spanien und mehrmals an der University of California, Santa Barbara. Von 2012 bis 2018 war er der Sprecher des von der DFG geförderten Schwerpunktprogramms „New Frameworks of Rationality“ (SPP1516), in dem 14 Forschungsgruppen aus verschiedenen Ländern die Natur menschlicher Rationalität erforschen.
Knauff ist Mitherausgeber der Zeitschrift Cognitive Science und Mitglied des Governing Boards der internationalen Cognitive Science Society. Er war Präsident der Deutschen Gesellschaft für Kognitionswissenschaft.

## Wissenschaftliche Forschung
Ein Schwerpunkt seiner Forschung sind „höhere kognitive Leistungen“, insbesondere die Entwicklung und experimentelle Prüfung von Theorien des menschlichen Denkens und Problemlösens. Knauffs Forschung befasst sich dabei mit kognitiven Grundlagen menschlicher Rationalität, vor allem mit dem logischen und räumlichen Denken und Problemlösen. 
Knauff hat eine Theorie „präferierter mentale Modelle“ entwickelt und mit seinen Kollegen experimentell überprüft. Die Theorie besagt, dass Menschen denken, indem sie sich vorstellen, was der Fall sein könnte, wenn bestimmte Aussagen wahr wären. Viele Aussagen sind jedoch mehrdeutig, lassen also viele mögliche mentale Modelle bzw. Interpretationen zu. Die Theorie präferierter mentaler Modelle erklärt, warum Menschen in aller Regel nur ein bevorzugtes Modell berücksichtigen, während andere Interpretationen übersehen werden. Dies führt zu systematischen Denkfehlern und Abweichungen von dem, was man als rational bezeichnen kann.
Knauff forscht zudem zur Rolle anschaulicher Vorstellungen beim Denken. Er kritisiert insbesondere die weitverbreitete Auffassung, dass bildhaftes Vorstellen für das Denken generell nützlich sei. Knauff konnte in Experimenten zeigen, dass bildhafte Vorstellungen, die in visuellen Hirnregionen verarbeitet werden, das Denken sogar behindern können, da sie von den eigentlich relevanten Informationen ablenken. Dies nimmt zusätzliche Zeit in Anspruch und führt zu falschen Schlussfolgerungen. Basierend auf den Arbeiten zum Rolle anschaulicher Vorstellungen und zu präferierten mentalen Modellen entwickelte Knauff die Space-to-Reason-Theorie.
Knauff hat auch zum Denken mit unsicheren Informationen, zum Wandel von Überzeugungen und zur Rücknahme von Schlussfolgerungen beim Denken gearbeitet. Gemeinsam mit seinen Kollegen hat er diese Arbeiten auch auf das Denken mit emotionalen, ökonomischen und juristischen Inhalten angewendet.
Für Diskussionen sorgte eine experimentelle Studie im Jahre 2014, in der Knauff die Verwendung von LaTeX im Vergleich zu Microsoft Word zur Erstellung wissenschaftlicher Texte als oft irrational bezeichnete. Die Studie wurde in Nature diskutiert und von LaTeX-Nutzern heftig attackiert.

## Veröffentlichungen (Auswahl)
- als Herausgeber mit Wolfgang Spohn: The Handbook of Rationality. MIT Press, Cambridge MA u. a. 2021, ISBN 978-0-262-04507-0.
- Space to Reason. A Spatial Theory of Human Thought. MIT Press, Cambridge MA u. a. 2013, ISBN 978-0-262-01865-4.
- als Herausgeber mit Natalie Sebanz, Michael Pauen und Ipke Wachsmuth: Cooperative minds social interaction and group Dynamics. 35th Annual Meeting of the Cognitive Science Society (CogSci 2013), Berlin, Germany, 31 July–3 August 2013 (= Proceedings of the Annual Conference of the Cognitive Science Society. 35). 5 Bände. Cognitive Science Society, Austin TX 2013, ISBN 978-1-62993-081-7 (online).
- mit Marco Ragni: A theory and a computational model of spatial reasoning with preferred mental models. In: Psychological Review. Bd. 120, Nr. 3, 2013, 561–588, doi:10.1037/a0032460.
- mit Thomas Fangmeier, Christian C. Ruff und Philip N. Johnson-Laird: Reasoning, models, and images: Behavioral measures and cortical activity. In: Journal of Cognitive Neuroscience. Bd. 15, Nr. 4, 2003, S. 559–573, doi:10.1162/089892903321662949.
- mit Philip N. Johnson-Laird: Visual imagery can impede reasoning. In: Memory & Cognition. Bd. 30, Nr. 3, 2002, 363–371, doi:10.3758/BF03194937.